# Agardit-(Ce)
Agardit-(Ce) (Walenta, Thye 2004), chemický vzorec CeCu6(AsO4)3(OH)6.3H2O, je šesterečný minerál, původně uváděný jako jen Ce-bohatý agardit. Tvoří jehličkovité krystaly až 0,5 mm dlouhé a 0,01 mm silné, seskupené do radiálních agregátů. Pojmenován podle geologa Julese Agarda.

## Vznik
Sekundární minerál zvětrávání rudních ložisek bohatých na měď.

## Vlastnosti
- Fyzikální vlastnosti: Tvrdost 3, hustota 3,70, vypočtená 3,775, lom má lasturnatý, štěpnost chybí.
- Optické vlastnosti: Barvu má modrou, světle zelenou, žlutozelenou až nebesky modrou, vryp zelenobílý nebo žlutobílý, lesk skelný až jen hedvábný.
- Chemické vlastnosti: Složení: Ce 4,32 %, Ca 0,86 %, Cu 34,30 %, As 20,15 %, O 32.27 %, H 1,24 %, Eu 0,28 %, La 1,95 %, Sm 0,42 %, Y 0,75 %, Nd 2,02 %, s příměsemi S a Fe, snadno se rozpouští se v HCl a HNO3.

## Výskyt
Jedná se o velmi vzácný minerál.
- Broken Hill, New South Wales, Austrálie
- Cap Garonne (dep. Var), Francie
- Tsumeb, Namibie
- Clara (důl, u Oberwolfachu, Schwarzwald) a další doly ve Schwarzwaldu, Bádensko-Würtmbersko, Německo
- Laurion, Attiki, Řecko
- Cornwall, Spojené království

## Podobné minerály
Creaseyit, Petersit, Goudeyit, Zálesíit